# Marcus Verrius Flaccus
Marcus Verrius Flaccus (* um 60 v. Chr. in Praeneste) war ein römischer Grammatiker und Lehrer zur Zeit der Kaiser Augustus und Tiberius. Er war als Philologe und Altertumsforscher angesehen. 
Er war ein Freigelassener; sein Manumissor wurde als Verrius Flaccus identifiziert, eine Autorität des priesterlichen Rechts. Aus chronologischen Gründen wurde jedoch ein Veranius Flaccus vorgeschlagen, Autor von Weissagungen.
Verrius Flaccus erlangte einen so guten Ruf als Lehrer, dass er an den Hof geholt wurde, um Gaius Caesar und Lucius Caesar, die Enkel des Augustus, zu erziehen. Er zog darauf mit seiner gesamten Schule um, woraufhin sein Gehalt stark angehoben wurde, damit er darauf verzichtete, neue Schüler zu übernehmen. Er starb im fortgeschrittenen Alter in der Zeit des Kaisers Tiberius (Sueton, De Grammaticis, 17). Eine Statue zu seinen Ehren wurde in Praeneste in einer Marmornische aufgestellt, die mit Inschriften aus seinen Fasti versehen wurde. Von diesem römischen Festkalender (Fasti Praenestini) wurden im Jahr 1771 einige Fragmente außerhalb der Stadt Rom an einem christlichen Gebäude aus späterer Zeit wiederentdeckt, 1778 noch weitere an ihrem ursprünglichen Ort. Die Sammlung konnte später um noch zwei Fragmente erweitert werden.
Sein wichtigstes Werk ist das erste lateinische Wörterbuch De verborum significatu. Das Werk bietet zu alphabetisch angeordneten Wörtern Erklärungen der Bedeutung und grammatikalisch-historische Erläuterungen. Es ist damit ein Vorläufer des Lexikons bzw. der alphabetischen Enzyklopädie. Es wurde in der zweiten Hälfte des 2. Jahrhunderts von Sextus Pompeius Festus bearbeitet. Während vom Werk des Verrius Flaccus nur wenige Fragmente erhalten sind, existiert eine einzige – allerdings stark beschädigte – Handschrift vom Werk des Festus, der aus dem 11. Jahrhundert stammende Codex Farnesianus in Neapel (Biblioteca Nazionale IV.A.3). Von dieser während der frühen Renaissance wiederentdeckten, teilweise verbrannten Handschrift sind nur die Buchstaben M–V (Band 12–20) erhalten. Außerdem gibt es einen vollständigen, von Paulus Diaconus Ende des 8. Jahrhunderts angefertigten Auszug aus dem Werk des Festus sowie mittelalterliche Glossare, die auf Festus zurückgehen. 
Andere verlorene Werke Flaccus’ sind:
- De Orthographia: De Obscuris Catonis, eine Erläuterung von Unklarheiten in den Schriften Catos des Älteren
- Saturnus, zu Fragen der römischen Kulte
- Rerum memoria dignarum libri, ein enzyklopädisches Werk, das von Plinius dem Älteren viel benutzt wurde
- Res Etruscae, vermutlich über Weissagungen.

## Textausgaben
- Karl Otfried Müller: Sexti Pompei Festi de verborum significatione quae supersunt cum Pauli epitome emendata et annotata. Leipzig 1839